# 贮藏器官
貯藏器官是植物的其中一部分，專門用於儲存能量，它通常儲存碳水化合物為主，少數已水的形式來儲存。 儲存器官通常生長在地下，可以更好地保護它們免受草食動物的攻擊。具有地下貯藏器官的植物在勞恩凱爾植物生活型分類系統中稱為“地下芽植物”。 儲存器官通常（但並非總是）充當使植物能夠在不利條件下（如寒冷、過熱、缺乏光照或乾旱）生存的器官。

## 地下儲存器官

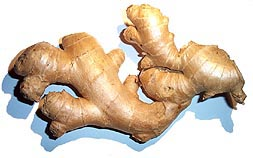
薑

一般來說，地下儲存器官通常可以稱為根，塊莖或鱗莖，但對植物學家來說，有更具體的技術術語：
- 真根：
  - 塊根：（例如大麗菊）[4]。
  - 儲存主根：例如 胡蘿蔔。

- 特化莖:
  - 球莖：例如番紅花。
  - 塊莖：例如海芋、馬鈴薯。
  - 根莖：例如黃菖蒲。
  - 假鱗莖：例如一葉蘭。
  - 莖幹：例如沙漠玫瑰。

- 其他:
  - 貯藏下胚軸（幼苗的莖）：有時稱為塊莖，例如仙客來。
  - 鱗莖：（一種產生肉質鱗片葉或改良葉基的短莖），例如 百合、 水仙、洋蔥

上述的一些，特別是假鱗和尾狀物，可以完全或部分地在地上發生。還發現了上述中間體和組合，使分類變得困難。作為中間體的一個例子，'仙客來'的塊莖來自幼苗的莖，其形成成熟植物的根和莖的交界處。在一些物種中，根係來自塊莖的底部，這表明它是一種莖塊莖，其他根系主要來自塊莖頂部，這表明它是一種塊莖。 As an example of a combination, juno irises have both bulbs and storage roots.
用於食物的地下儲存器官通常可稱為根莖類蔬菜，但這一短語不應被視為暗示該類僅包含真正的根。

## 地上儲存器官

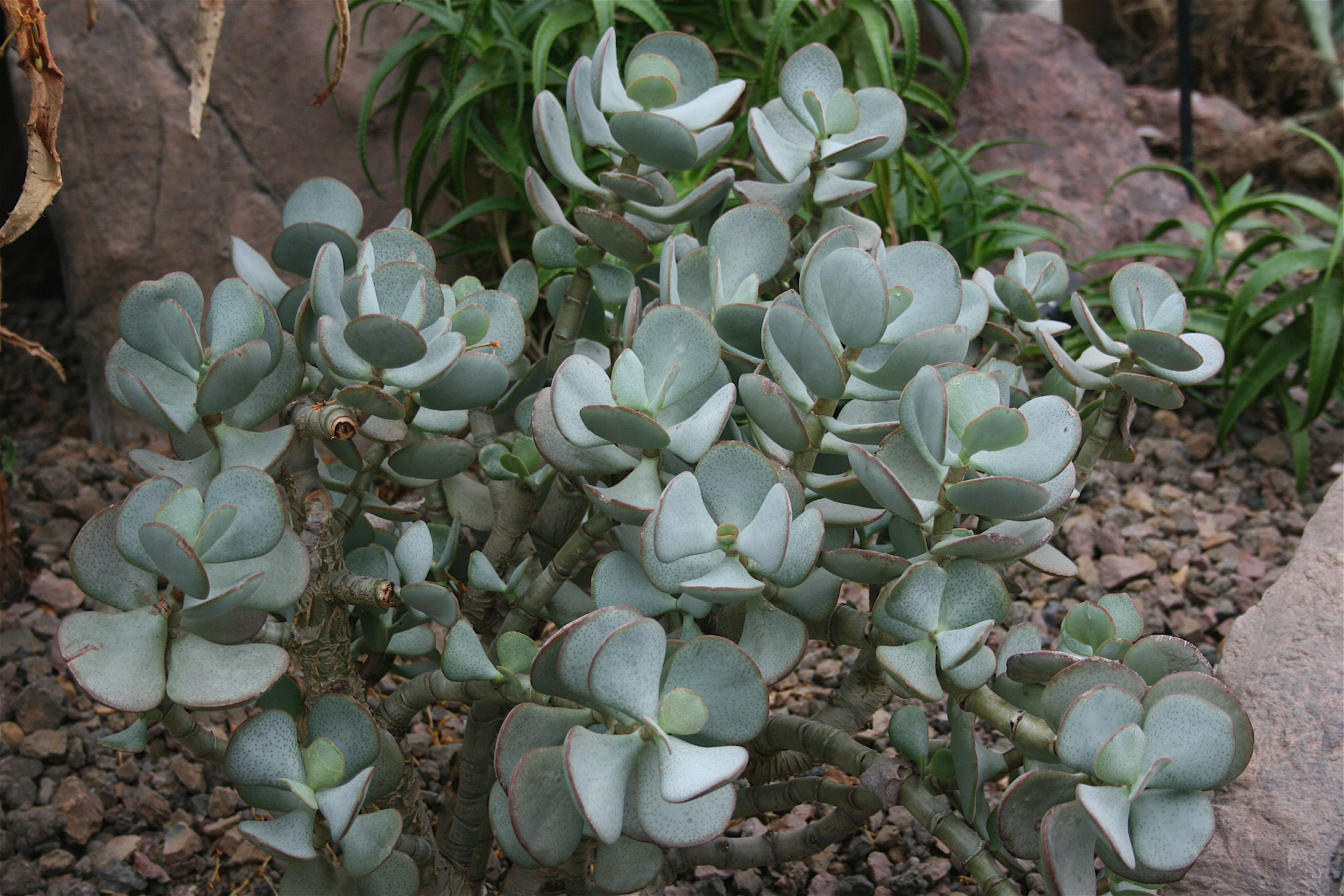
景天樹

多肉植物是通過其在專門的儲存器官中儲存水分的能力而適於經受乾旱期的植物。
- 多肉植物將水儲存在它們的葉子中，葉子因此變厚，肉質並且通常覆蓋有蠟質塗層或細毛以減少蒸發。它們也可能含有粘液化合物。一些葉子多肉植物具有葉子，其沿著莖以與非多汁物種類似的方式分佈，它們的莖也可以是多汁的（例如伽藍菜）。在其他情況下，葉子更緊湊，形成一個蓮座叢（例如：石蓮花，蘆薈）。生石花屬（例如“生石花”）將它們的葉子減少到只有兩個，形成一個肉質的身體，只有其頂部可以在地面上可見。

- 多肉植物通常是無葉的或只有葉子，其可以在乾旱的情況下快速脫落。然後通過莖接收光合作用，莖可以覆蓋有蠟質塗層或細毛以減少蒸發。仙人掌的肋狀體允許收縮和膨脹隨著儲存的水量。在其他家族中發現與仙人掌具有相同一般形式的植物（例如：大戟科，夾竹桃科）。

- 多刺器官不一定是儲存器官。同樣，儲存器官也不一定是器官。許多多肉植物葉子適合儲水，已利它們在不利條件下生存。